# Міст Єлизавети (Будапешт)
Міст Єлизавети, Ержебет-гід (угор. Erzsébet híd) — підвісний автодорожній міст через Дунай у Будапешті, що сполучає Буду та Пешт. Перший ланцюговий міст збудовано у 1898—1903 роках. На момент відкриття він був найбільшим серед мостів такого типу у світі (довжина середнього прольоту — 290 м). Зруйнований 1945 року. Відновлений у 1960—1964 роках. Останній із відновлених після війни мостів через Дунай у Будапешті та єдиний, який не відновлено в первісному вигляді. Силует мосту, повторюючи в загальних рисах силует мосту 1903, дозволив відтворити колишній характер панорами міста, зберігши історичну наступність національних архітектурно-художніх традицій. Визначний твір архітектури 1960-х років.

## Назва
Міст названо на честь імператриці Єлизавети Баварської (угорською її ім'я звучить як Ержебет), відомої як Сіссі. На будайській частині мосту, в центрі саду, розташована її бронзова статуя.

## Розташування
Розташований у створі вулиці Лайоша Кошута, з'єднуючи її з вулицею Гедьялья. На лівому березі міститься пагорб Геллерт зі статуєю Святого Геллерта.
Вище за течією розташований Ланцюговий міст, нижче — міст Свободи.

## Історія

### Ланцюговий міст
Міжнародний конкурс на спорудження мосту було оголошено в липні 1893 року. На розгляд представлено 54 проєкти, більшість з яких були американськими, і лише кілька — європейськими. Переможцем конкурсу став проєкт німецького інженера Юліуса Кюблера та архітекторів Л. Айзенлора та К. Вайгле. Проте проєкт не було реалізовано. Його недоліками були недостатня жорсткість пролітної споруди, проблема з виготовленням несних тросів (їх виготовляли тільки за кордоном), а також загальне планування.
Новий проєкт підготували інженери Аурель Чекеліуш, Іштван Галлік (угор. István Gállik), Йозеф Беке (угор. József Beke), професор Антал Керндл (статичні розрахунки) та архітектор Вірґіл Надь. Проєктні роботи завершено 1897 року.
Через проблеми зі знесенням будівель при будівництві під'їзних шляхів до мосту, будівельні роботи розпочато лише навесні 1898 року зі влаштування котлованів під анкерні блоки та фундаментів пілонів. Виробництво та складання всієї залізної конструкції велося на Угорському королівському державному металургійному заводі. Майже 4100 ланок ланцюга зроблено з листового металу. Оскільки жодна велика іноземна фабрика не виробляла ланцюгів, у Діошдьєрі для цього організовано окремий цех. Роботу розпочато навесні 1899 року та виконано за 21 місяць. Виробництво інших сталевих конструкцій розпочато на початку 1899 і тривало два роки.

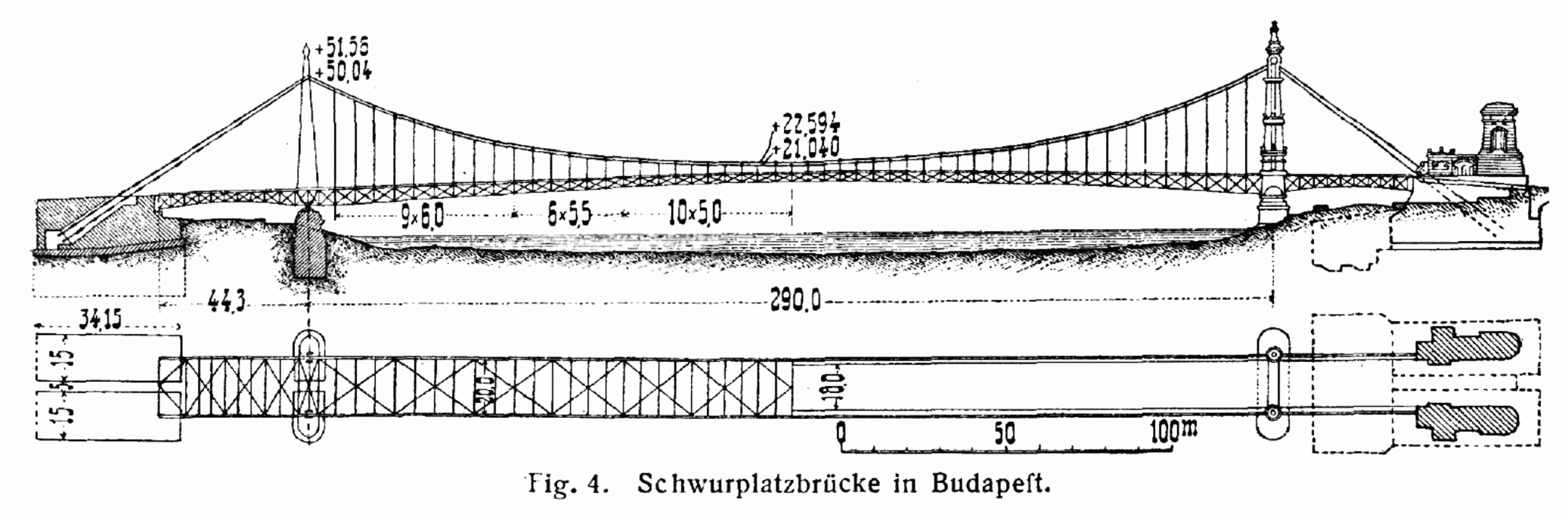
Схема ланцюгового мосту Єлизавети

При проєктуванні мосту не враховано ґрунтових умов майданчика. Горизонтальні сили від несних ланцюгів передавалися: на правому березі на досить твердий будайський мергель, що залягає досить високо, а з боку Пешта — на тверду глину синього кольору. 1902 року під час виконання робіт з облаштування проїзної частини мосту виявлено, що анкерна конструкція з боку Буди зрушила на 33 мм у бік річки. Встановлено, що зсув відбувається асфальтовим ізоляційним шаром, що розташованим за 1 м від підошви фундаменту і призначеним для ізоляції анкерної камери. Під дією тривалого навантаження та гарячих підземних джерел асфальт став пластичним.
Перед береговими підвалинами, для забезпечення їх стійкості, закладені на глибину до 8 м блоки площею основи 40×23 м, що мали на підошві клиноподібні виступи. Верхні завантажувальні масиви замінено важчими, з чавунним заповненням (4х2800 т). Зведено масивні бетонні вежі заввишки 17 м. Такі ж вежі збудовано з боку Пешта, хоча для цього не було об'єктивних причин. В результаті будівництво мосту подовжено на півтора року і витрати зросли на 20 %.
10 жовтня 1903 року відбулося урочисте відкриття мосту в присутності ерцгерцога Йозефа Августа. Загальна вартість робіт становила понад 12,4 млн. крон.

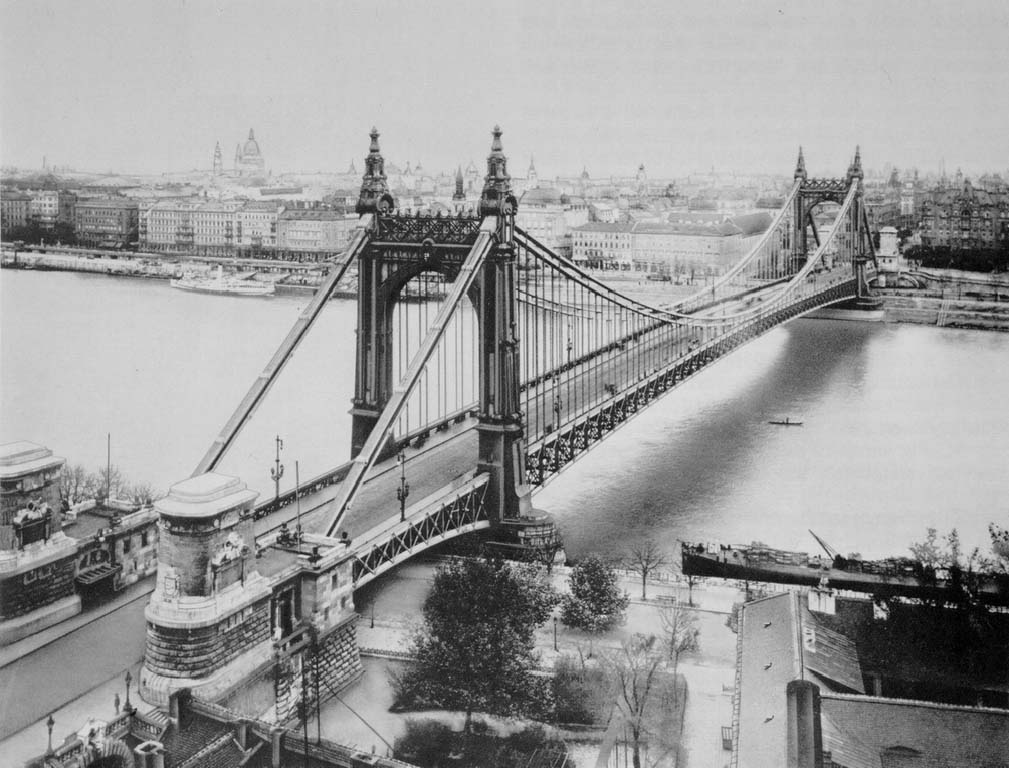
Ланцюговий міст Єлизавети

Міст був ланцюговий, трипролітний. Схема моста була 44,3 + 290 + 44,3 м. Пролітна споруда моста підвішувалась на двох подвійних ланцюгах, відстань між пілонами становила 20 м. Ширина моста становила 18 м (з них проїзна частина — 11 м і два тротуари по 3,5 м). Загальна маса металоконструкцій моста сягала 11 700 т. Архітектурне оформлення мосту було виконано в стилі еклектики, що повною мірою відбилося в химерному оформленні сталевих пілонів і вантажних кам'яних веж-противаг на його анкерах. Чіткий і пластичний абрис ланцюгової конструкції органічно вписався в панораму Дунаю.
Під час проєктування моста використано найсучасніші на той момент конструктивні рішення. На цьому мосту вперше використано ідею хитких пілонів, шарнірно закріплених на опорах, що згодом стала звичною практикою для підвісних мостів. Величина середнього прольоту 290 м була рекордною для свого часу.
14 серпня 1914 року мостом відкрито трамвайний рух, 1928 року почато автобусне сполучення.
18 січня 1945 року війська вермахту, що відступали, підірвали ланцюговий міст Єлизавети. Фотографії та деякі елементи старого мосту, наприклад старовинну ланку ланцюга, можна побачити біля музею транспорту в міському парку .

### Підвісний міст
1959 року ухвалено рішення про відновлення мосту. Було багато суперечок про те, чи варто відновлювати старий міст у старому місці, чи будувати новий міст. Розглядалося 3 варіанти реконструкції: відновлення ланцюгового мосту, будівництво балкового чи підвісного мосту. З архітектурних та економічних міркувань вирішено побудувати новий підвісний міст сучасної конструкції з використанням збережених опор старого мосту. Міст був спроєктувала група інженерів та архітекторів Будапештського проєктного бюро шляхів сполучення та залізниць під керівництвом Пала Шавоя. При проєктуванні використано досвід відновлення Мюльгаймського мосту в Кельні. Новий міст Єлизавети був приблизно на 10 м ширшим від старого і при цьому в 2 рази легшим.

Навесні 1960 року почато роботи зі знесення залишків пілона старого мосту і будівництва фундаментів опор. Керівниками робіт були Карой Шавош (угор. Károly Sávos) та Дьордь Фазакаш (угор. György Fazakas). Роботи з будівництва опор виконала компанія Hídépítő Vállalat (інженери Тібор Пенкала (угор. Tibor Penkala), Ерне Петік (угор. Ernő Petik) та Іштван Надь (угор. István Nagy)). Сталеву конструкцію мосту виготовлено на заводі Ganz-MÁVAG (головний інженер Карой Машшаньї (угор. Károly Massányi)). Виготовлення та попереднє складання провів Шандор Домановський (угор. Sándor Domanovszky), а монтаж на місці — Янош Фекете (угор. János Fekete), Карой Фогтом (угор. Károly Vogt) та Іштван Руссак (угор. István Ruszák).
Восени 1962 року розпочато монтаж металоконструкцій пілонів. 11 липня 1963 року почато навивання несного тросу. Від 14 квітня до 15 липня 1964 року змонтовано 29 секцій прогонової споруди. Урочисте відкриття мосту відбулося 24 листопада 1964 року.
До 1973 року мостом проходила двоколійна трамвайна лінія. 1972 року відкрито лінію метро М2, яка дублювала трамвайні маршрути, що проходили через міст. Через негативний динамічний ефект, трамвайний рух мостом закрито. 1975 року трамвайні колії демонтовано, укладено нову гідроізоляцію та асфальтобетонне покриття. Протягом 1998—2004 років компанія Hídtechnika Kft. відновила антикорозійний захист металоконструкцій мосту. 2009 року встановлено художнє підсвічування мосту, виконане японським дизайнером Ісії Мотоко.

## Конструкція

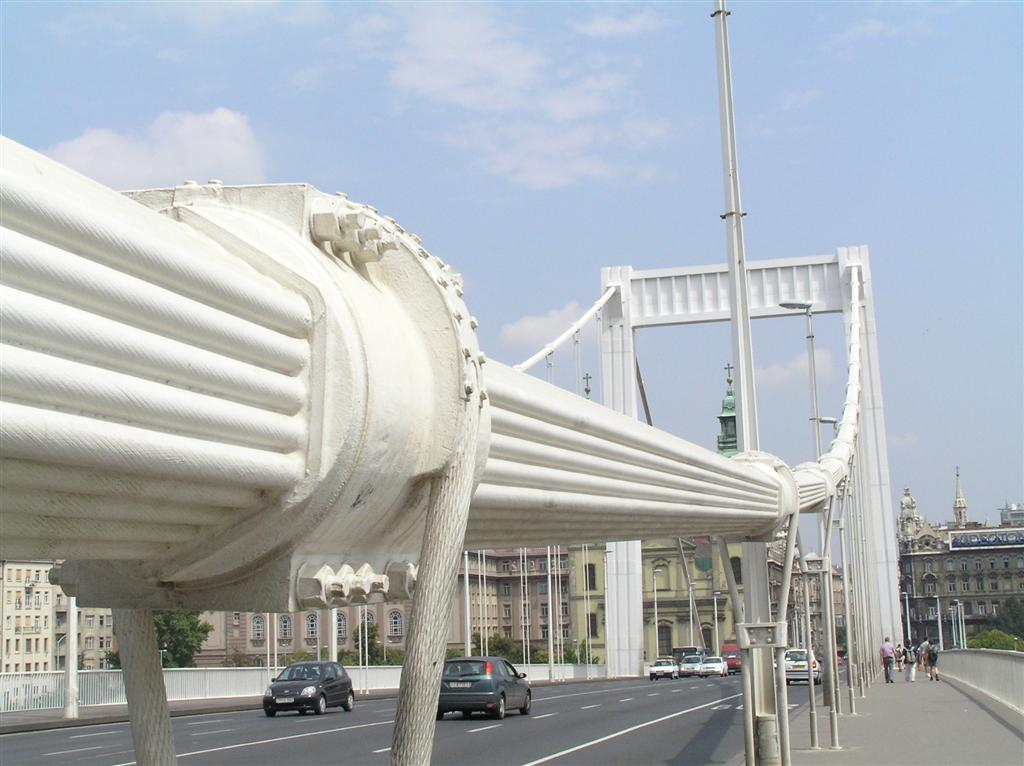
Несний трос

Міст трипролітний висячий. Схема розбивки на прольоти 57+290+57 м. Підвісним є лише середній проліт, а два крайніх не з'єднуються з тросом. Пролітна споруда сталева з ортотропною плитою проїжджої частини. Характерною особливістю моста є пілони, що гойдаються, шарнірно прикріплені до опор. Канелюри на поверхні стійок сталевих пілонів збільшують стійкість їхніх стінок і одночасно позірно стоншують стійки, роблять їх стрункішими.
Для важко навантажених частин конструкцій, особливо для балок зв'язку та окремих частин пілонів використано титанову сталь марки МТА 50. Листи полотна разом із балками, висота профілю яких становить 3,1 м, підвішено на сталевих канатах великої міцності. Загальна маса металоконструкцій мосту становить 6300 т, що майже вдвічі менше від ваги старого мосту Єлізавети (11 700 т). Несний кабель складається з 61 сталевого пасма. Кожне пасмо сплетено з дротяної серцевини і трьох рядів фасонного дроту, що щільно прилягають один до одного.
Довжина мосту становить 378,6 м, ширина — 27,55 м (із них ширина проїзної частини — 18,2 м і два тротуари по 4,75 м). Міст призначений для руху автотранспорту та пішоходів. Проїжджа частина моста включає 6 смуг для руху автотранспорту. Покриття проїжджої частини та тротуарів — асфальтобетон. Перильна огорожа металева з простим малюнком. На південній стороні мосту (з Буди) встановлено меморіальну дошку, присвячену авторам мосту.